# Alpaka
Az alpaka (Vicugna pacos, régebben Lama pacos) egy háziasított, rendkívüli finomságú gyapjáról ismert dél-amerikai teveféle. Legközelebbi rokona és valószínűleg őse a vadon élő vikunya, bár a 2001-es genetikai alapú cáfolatig úgy tartották, hogy a lámához hasonlóan a guanakóból háziasították. Az alpaka gyapja a legfinomabbak közé tartozik a világon.

## A faj története
Az alpaka Andokban élő, vad ősét az inkák háziasították valamikor a 2–4. században. Az Inka Birodalomban különleges tiszteletben részesítették a fajt: gyapjából készült a királyi öltözék, és számos vallási szertartásban részt vett az „istenek ajándéka”. Már ekkor nagy hangsúlyt fektettek a vérvonalak tisztaságára és a szakszerű tenyésztésre.
A spanyol konkvisztádorok és gyarmatosítók nem ismerték fel a faj jelentőségét, ezért aztán a merinó juhok mellett egy időre háttérbe szorult. Újra felfedezése Sir Titus Salt nevéhez fűződik, aki a 19. században, a brit textilipar iparosodását követően felfedezte, hogy az alpakaszőr sokkal erősebb a juhok gyapjánál, és finomsága ellenére sem gyengül.
Azóta elsősorban Peru, Bolívia és Chile területén rendkívül nagy mennyiségű alpakát tenyésztenek (itt él a világ hárommilliós alpakaállományának mintegy 99%-a), de más latin-amerikai országokban, Észak-Amerikában, Új-Zélandon és Ausztráliában is megjelentek kisebb tenyészetei. A legfontosabb alpaka-központ a perui Arequipa, ahonnan Európa és Japán felé exportálják az alpakagyapjút. Gazdasági haszna mellett jámbor és tiszta természete miatt az alpaka egyre gyakoribb házikedvenc.

## Megjelenése
Az alpaka bundája vastag, tömött, de nagyon finom szálakból áll. Színe változó, legtöbbször barna vagy fekete, de gyakoriak a vöröses és a szürke, illetve tarka példányok. Két változat létezik:
1. Huacaya (szőre a juhéhoz hasonló, sűrű, hullámos)
2. Suri (szőre selymes, pihés, könnyebben megmunkálható, hosszú hullámos)

Az alpakák kisebbek a lámáknál, testtömegük 45-90 kilogramm.

## Az alpaka gyapja
Az alpakaszőr melegebb, de könnyebb a juh gyapjánál, és szinte sosem szúrós. Minősége természetesen változhat; a perui Accoyo alpakáit tartják a legjobb gyapjú példányoknak, az itt folyó gondos tenyésztésnek köszönhetően. Az Accoyo-alpakák többnyire fehérek, bár van köztük néhány sötétebb árnyalatú is. A tenyésztők ma már akár évente 6 kilogramm gyapjút is nyerhetnek egyetlen egyedből, azonban gyakoribb a kétévente történő nyírás.

## Szaporodása
Az alpakák az év bármely szakában szaporodhatnak. A vemhesség igen hosszú, mintegy 11,5 hónapig tart. A csikókat általában 6 hónap után szokták elválasztani anyjuktól. A kancák körülbelül 16-18 hónapos korukra érik el az ivarérettséget, a csődörök viszont csak kétéves korukra válnak szaporodóképessé. A faj átlagéletkora 20 év körüli, de jó bánásmód esetén akár 30 évig is elél.

## Állatkertekben
Az alpakát mint háziállatot eredeti élőhelyén kívül is sok helyen tartják, leggyakrabban hobbiállatként. Szinte minden állatkertben élnek alpakák, gyakran együtt tartják közeli rokonával, a lámával. Néha az állatsimogatókban a látogatók közvetlenül is ismerkedhetnek ezen fajjal, erre azonban inkább a kevésbé agresszív csikók és kancák alkalmasak.
Magyarországon alpakákat a Budapesti Állatkertben, a Nyíregyházi Állatparkban, a Veszprémi Állatkertben, a Szegedi Vadasparkban és a Gyöngyösi Állatkertben valamint a Szolnoki Vadasparkban tartanak.
Kisebb-nagyobb számban az Őrségi Patakparti Alpaka Farmon ismerhetjük meg őket, a nőtincsi Seholsziget Természetpark és Alpaka Farmon, valamint a Suri Alpaka Farmon. A helyek bővebb listája: https://csodahelyek.hu/2021/08/07/hol-lathatunk-alpakat-magyarorszagon/
A felsoroltakon kívül még számos kisebb állatbemutatóban, cirkuszban, sőt magánszemélyeknél is találkozhatunk alpakával Magyarországon. Nyugodt, barátságos természete miatt terápiás állatként is használják.

## Hasznosítása

### Húsa

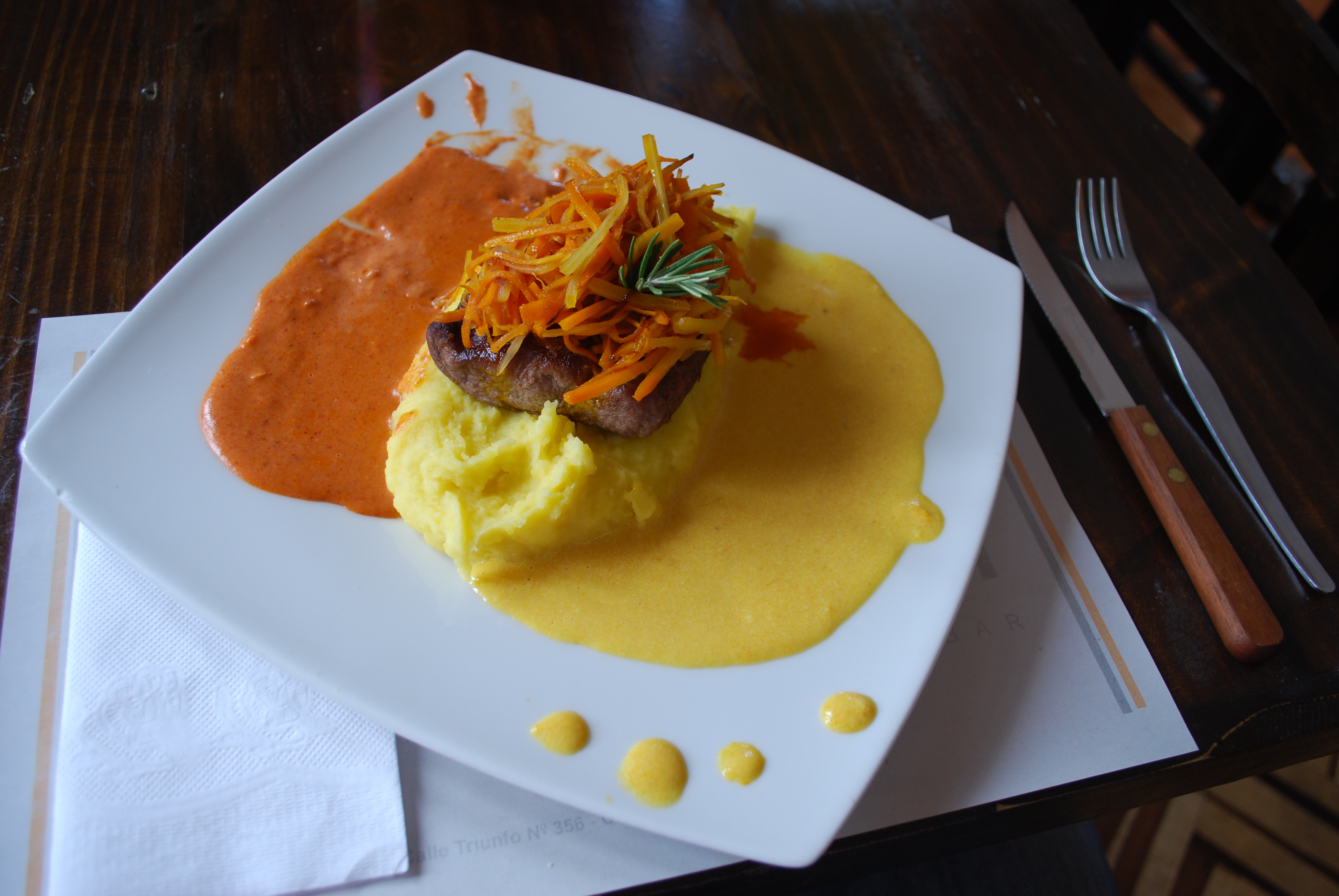
Alpakahúsból készült perui különlegesség ají mártással.

Az alpakahús a sovány vöröshúsok közé tartozik, íze enyhén édeskés, állaga porhanyós, ízre hasonló a szarvaséhoz. Hasonlóan a láma húsához alacsony koleszterin- és magas fehérje- illetve vastartalom jellemzi, ezért kifejezetten tápláló és egészséges a fogyasztása. Ma már nagyon sok országban árulnak alpakahúst, de a leggyakoribbnak és legáltalánosabbnak továbbra is Dél-Amerikában számít a fogyasztása, más országokban még mindig a különlegességek közé tartozik, ezért az ára is magasabb.

## Képek

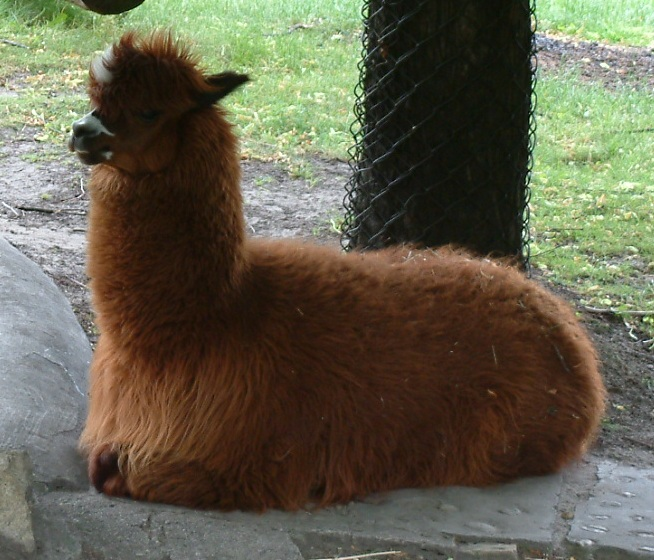
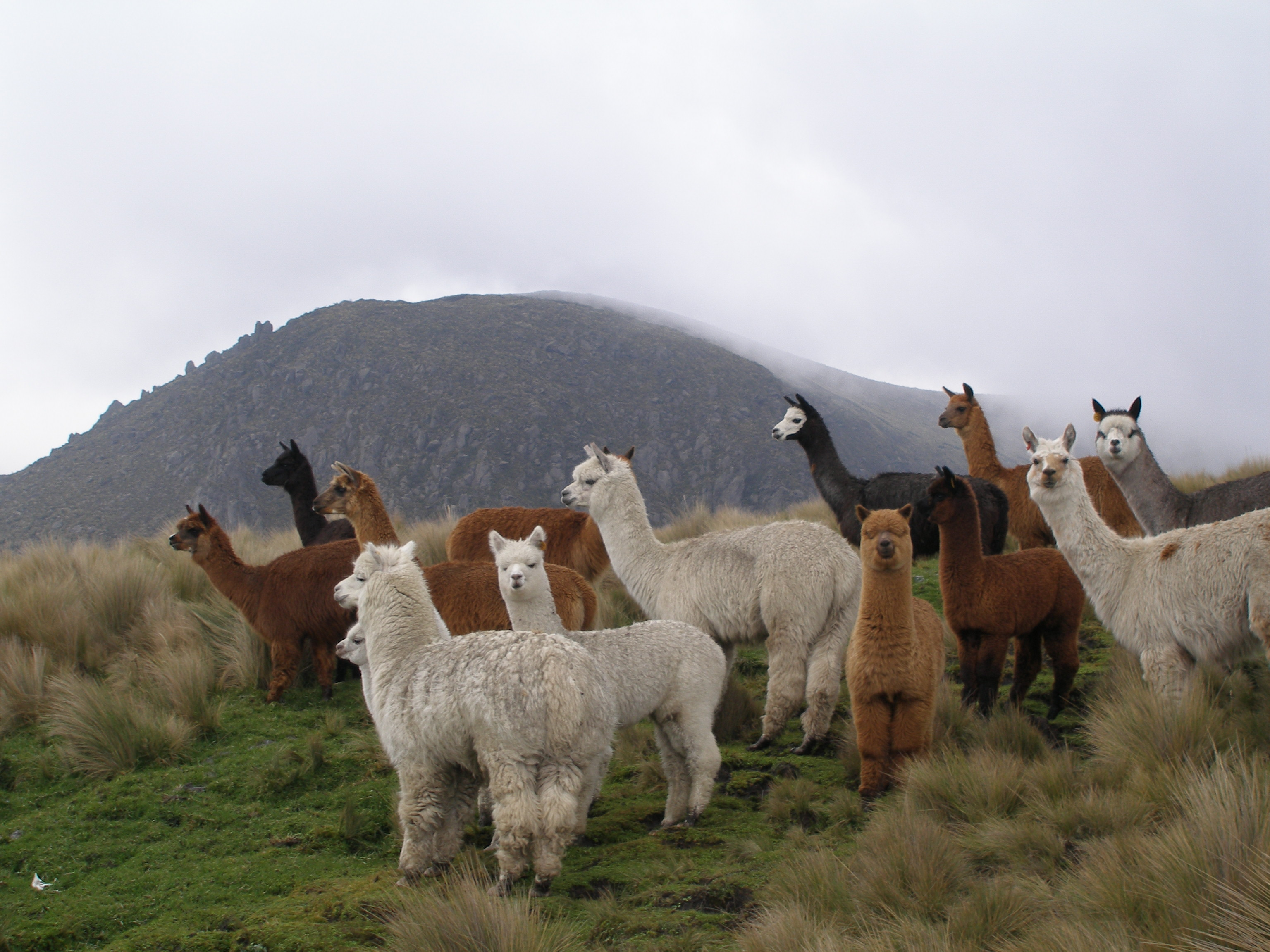
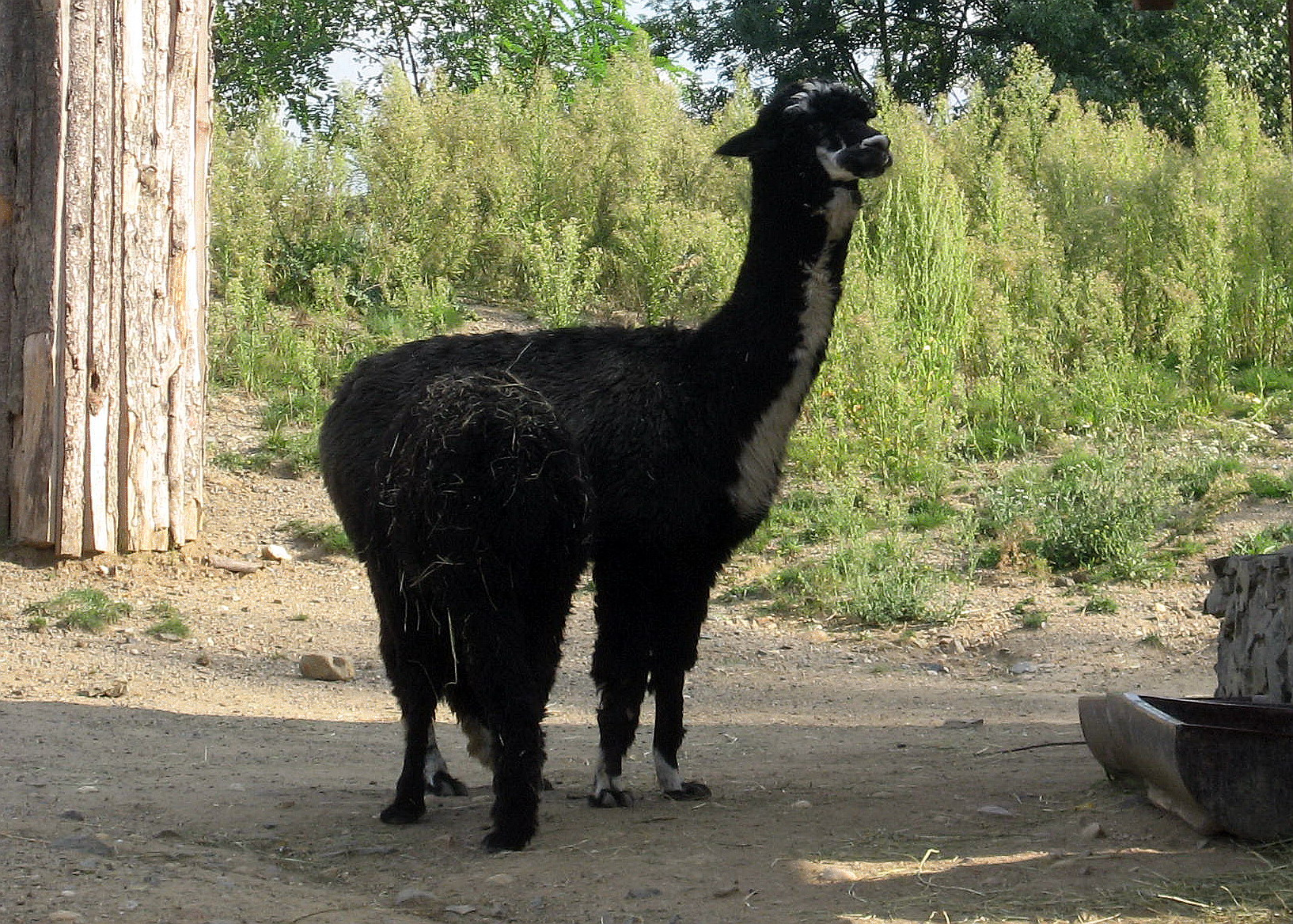
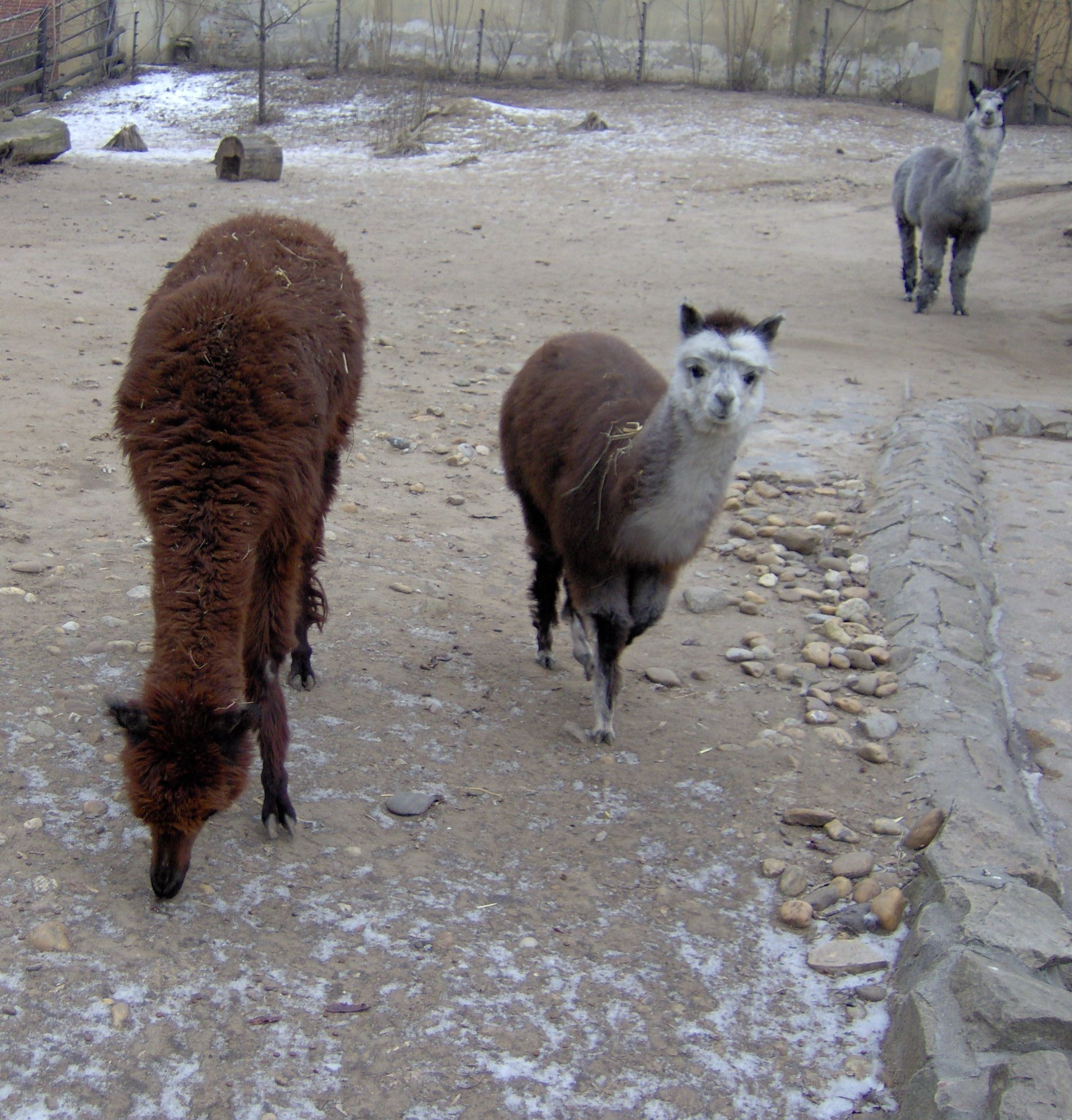
Alpaka család a Fővárosi Állat- és Növénykertben